# Deportivo Cali
Deportivo Cali es un club deportivo de la ciudad de Santiago de Cali, Valle del Cauca, Colombia, fundado el 23 de noviembre de 1912 como Cali Football Club por los hermanos Nazario, Juan Pablo y Fidel Lalinde. Actualmente es uno de los clubes más grandes de Colombia y el único equipo con estadio propio en su país. Es conocido principalmente como un club de fútbol, aunque compite en otras disciplinas como baloncesto, tenis, natación y futsal.
En sus inicios como equipo amateur conquistó los títulos departamentales en los años 1927, 1928, 1929, 1930, 1931, 1934, 1935 y 1936. Como equipo profesional, ha obtenido los títulos de la primera división colombiana en diez oportunidades: 1965, 1967, 1969, 1970, 1974, 1995-96, 1998, 2005-II, 2015-I y 2021-II. Además de sus diez títulos, el Deportivo Cali es el club que más veces ha sido subcampeón de la categoría, siéndolo en catorce oportunidades. El equipo ha obtenido también el título de la Copa Colombia en 2010 y el título de la Superliga de Colombia en 2014, lo que lo convierte en el sexto club más ganador de la División Mayor del Fútbol Colombiano con 12 títulos oficiales. Igualmente, ha obtenido los títulos nacionales juveniles en los años 2009, 2012 y 2014, y los títulos nacionales prejuveniles en los años 2011, 2013 y 2016. A nivel internacional ha obtenido el subcampeonato de la Copa Libertadores de América en 1978 y 1999, siendo el tercer equipo colombiano con más participaciones en el torneo (21); igualmente obtuvo el subcampeonato de la desaparecida Copa Merconorte en 1998. 
El Deportivo Cali es el único equipo colombiano con estadio propio, siendo el Estadio Deportivo Cali el de mayor aforo de espectadores en Colombia. Actualmente se encuentra en el puesto 102° de la Clasificación Mundial de Clubes de la IFFHS, siendo el 4° mejor club colombiano en el ranking, por detrás de Atlético Nacional (8), Independiente Santa Fe (13) y Millonarios (88). El equipo ocupa la tercera posición en la tabla histórica de la primera división. Fue catalogado en 2014 como el 15.º equipo más valioso de América por la revista Forbes, siendo el único equipo colombiano en aparecer en la lista. Nuevamente repetiría como único equipo colombiano en la lista en 2016, ocupando el puesto 36.º, y en 2017 en el puesto 25.º. Es el único equipo colombiano que funciona como asociación, siendo el club propiedad exclusivamente de sus socios.

## Historia

### Era amateur

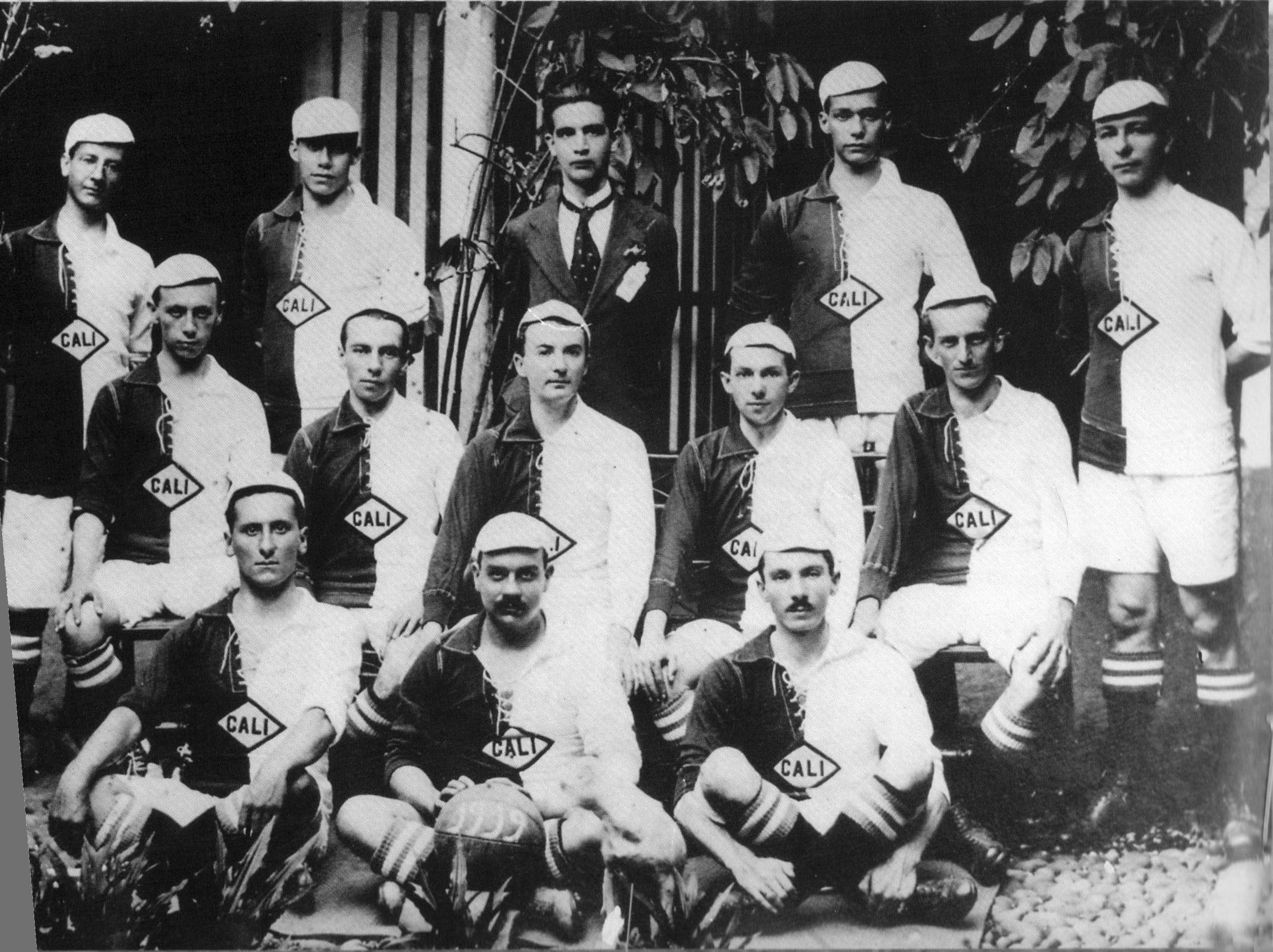
Alineación titular Cali B en 1919.De izquierda a derecha: Capitán Tobar Borda, Otto Barth y Alfonso Martínez Velasco. Centro: Rafael González Rebolledo, Enrique Cucalón José Dolores Solano y Gustavo Lotero. Abajo: Ignacio Martínez, Nasario Lalinde Caldas, Carlos Rebolledo y Fidel Lalinde Caldas.

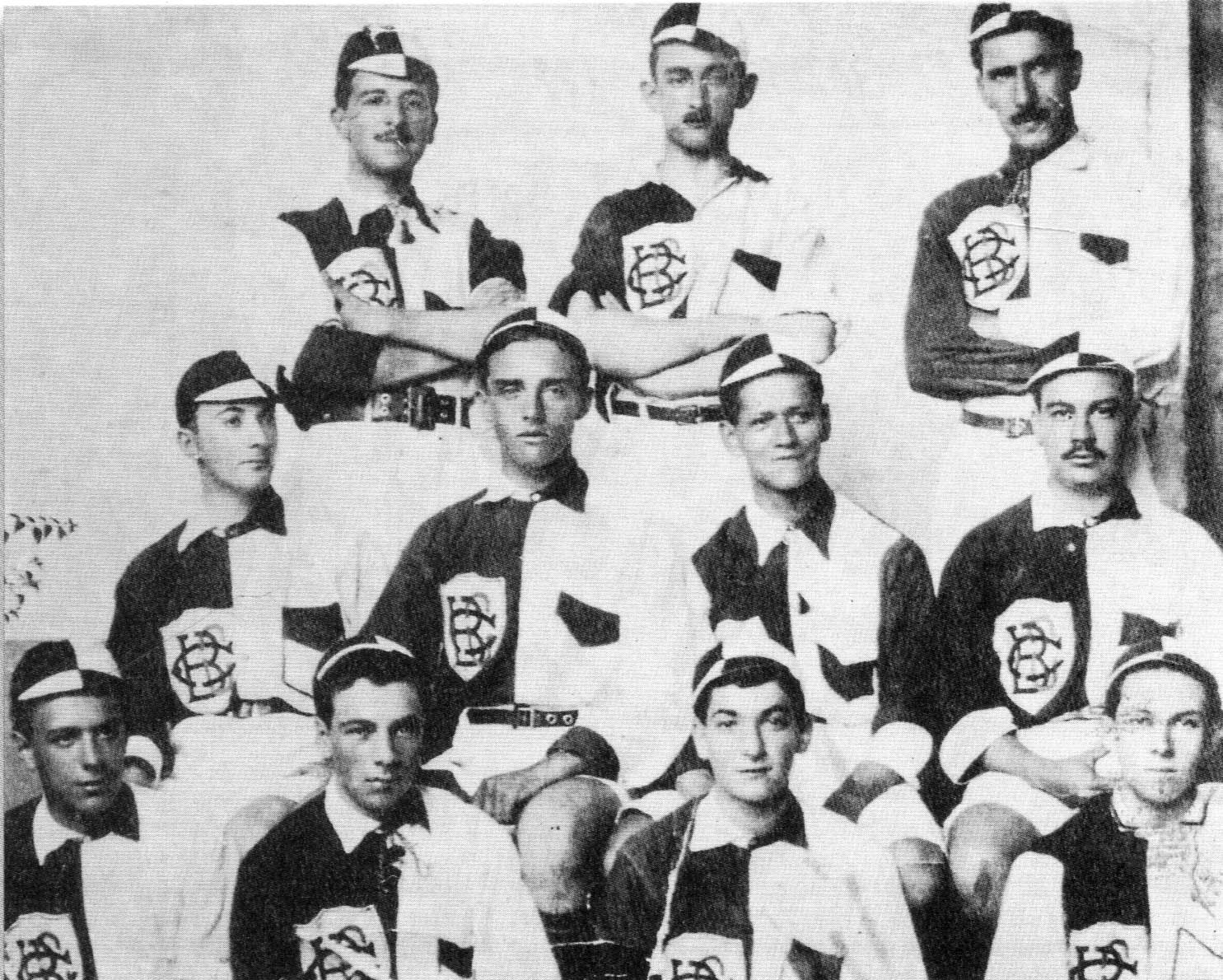
Alineación titular en 1914. De izquierda a derecha: Ivanhoe de Rouxx, Álvaro Guerrero, Francisco Belaviso (técnico español), Hernando Franco, Álvaro Giraldo. Segunda fila: Ernesto Correa, Ignacio Martínez, Nazario Lalinde Caldas. Sentados: Alfonso Vernaza, Gustavo Franco y Juan Pablo Lalinde.

Para 1927 el Cali FC cambió de nombre a Deportivo Cali "A" y entró a representar al Valle del Cauca en los Juegos Nacionales, en los que ganó los títulos en 1928 y 1930. Cuando se acercaba la era profesional, varios clubes se unieron al club, al mismo tiempo diferentes disciplinas se unieron al fútbol como el baloncesto, el atletismo y la natación.

### Era profesional
En 1949 el club caleño contrató al peruano Valeriano López y otros futbolistas de ese país para conformar lo que la historia habría de recordar como 'El rodillo negro de Cali', en una época en que el fútbol colombiano hacía gala de un poderío económico (el "Dorado"), este equipo disputó palmo a palmo el torneo con Millonarios, donde jugaba Alfredo Di Stéfano, logrando el segundo lugar en 1949 y el tercero en 1950.
El 10 de marzo de 1956, Deportivo Cali fue desafiliado de la División Mayor del Fútbol Colombiano indefinidamente. La determinación hizo que el club quebrara y disolviera su junta directiva para dar paso a la Asociación que en 1959 se constituyó.

### Títulos nacionales
A finales de 1964 fue contratado el técnico Francisco Pancho Villegas que venía de dirigir al Cúcuta Deportivo. El conjunto caleño no empezó muy bien el campeonato, siendo un equipo muy irregular hasta que jugó con el equipo que en aquel entonces defendía el título, Millonarios, ganándole dos goles por cuatro, con tripleta de Iroldo Rodríguez. Más tarde enfrentaría al América de Cali en un clásico emotivo, pues el Cali perdía dos por cero a la altura del minuto 83 del segundo tiempo cuando en apenas seis minutos logró remontar el partido, saliendo como gran figura Jorge Ramírez Gallego. El Cali se coronó campeón en Cúcuta venciendo al equipo motilón 1-3.
Para este campeonato el Deportivo Cali contrató al paraguayo Benicio Ferreira y a los argentinos Carlos Antonieta, Óscar Desiderio, Juan Oleinicky Y Adolfo Sangiovanni. Los resultados no se hicieron esperar y el Cali de aquel entonces, que era conocido como La Amenaza Verde, consiguió dos grandes invictos en el campeonato, el primero en las nueve primeras fechas y el segundo de 15 fechas. Para mucha gente este Cali fue uno de los mejores de la historia, por la talla de sus jugadores y sus resultados en el campeonato nacional. Se coronó campeón frente al Junior de Barranquilla cuando empató en Cali sin goles a tres fechas del fin del campeonato. Su arquero José Rosendo Toledo, estableció un récord de 510 minutos sin recibir goles entre el 15 de octubre y el 12 de noviembre.
Después del subcampeonato en el Campeonato colombiano 1968 el Deportivo Cali inició un nuevo torneo contratando al peruano Miguel Loayza y a otros colombianos como Jorge Davino, Luis Largacha y Alfonso Tovar. El verdiblanco quedó campeón de torneo apertura y a la postre subcampeón del finalización. En aquel entonces el campeonato lo decidía un triangular final donde el equipo del Valle del Cauca se ubicó con América de Cali y Millonarios ganándoles y quedando primero del triangular con siete puntos, producto de tres victorias y un empate. Aquella fue la temporada con el mayor número de goles, 103 goles en 56 partidos.
La amenaza verde seguía siendo el mejor equipo de la época en Colombia. En el apertura los resultados no fueron muy buenos y ante la eliminación de la Copa Libertadores de América los directivos del Cali decidieron prescindir de Francisco Villegas para contratar a Roberto Reskin. Para el finalización, el Cali ganaría el torneo accediendo al cuadrangular final con Junior de Barranquilla, Santa Fe y Cúcuta Deportivo con un triple empate entre bogotanos, caleños y barranquilleros de siete puntos pero que a la postre sería un nuevo campeonato del Deportivo Cali gracias a la diferencia de gol.
El equipo verdiblanco en esta ocasión venía de una gran campaña en el campeonato del año anterior cuando llegó a ser tercero de la tabla general. En el apertura quedó empatado con el Atlético Nacional con 37 puntos por lo que tuvieron que jugar un desempate que a la postre ganaron los de Medellín. Ya en el finalización quedaron primeros nuevamente accediendo al hexagonal final que ganó con 13 puntos para obtener el quinto título de su historia.
El Deportivo Cali clasificó a un cuadrangular final para la disputa por la estrella de esa temporada. En aquel cuadrangular le correspondió jugar contra los Millonarios, el Atlético Nacional y el América de Cali, un cuadrangular donde se encontraron 4 de los 5 equipos históricos y más ganadores del fútbol colombiano. En la disputa del cuadrangular logró sumar 12 puntos, los mismos que sumó los Millonarios, pero al estar bonificado por ser el mejor equipo de toda la temporada, le dio un punto invisible de ventaja de desempate. En la penúltima fecha del cuadrangular el Deportivo Cali tuvo la oportunidad de alcanzar el título de manera anticipada y para ello debía vencer por 3 goles a cero al Atlético Nacional de Medellín en el estadio Olímpico Pascual Guerrero, sin embargo solo le alcanzó para ganar por 3 goles a 1, por lo que postergo su celebración hasta el último partido del cuadrangular. El partido final lo disputó en el Estadio Olímpico Pascual Guerrero de Cali, frente a su archirrival el América de Cali, el partido terminó cero a cero y el Cali alcanzó su sexto título del fútbol profesional colombiano, siendo a la vez el primer título después de 22 años de sequía. y alcanzándolo frente a su máximo rival, la tan esperada celebración hizo que el público asistente en su mayoría caleño, ingresara a la pista atlética y a la cancha por lo que no se pudo realizar la ceremonia de premiación. Gracias a esta conquista el Deportivo Cali se convirtió junto al Santa Fe y al Atlético Nacional de Medellín, en los terceros equipos más ganadores del fútbol profesional colombiano, detrás América de Cali y los Millonarios. El campeonato le dio el cupo a la Copa Libertadores 1997 en donde salió eliminado en primera ronda, contra Millonarios, Nacional y Peñarol de Uruguay.
El Deportivo Cali llegó a los cuadrangulares semifinales, ubicado en los ocho mejores equipos del torneo finalización, en aquellos cuadrangulares le correspondió jugar contra Atlético Nacional, América de Cali y Millonarios, en un cuadrangular en donde se ubicaban los 4 grandes equipos históricos del fútbol colombiano, además de los más ganadores del certamen. Clasificó con 13 puntos de primero en su grupo, y se enfrentó en la gran final al Once Caldas de Manizales, lo cual le dio el pase directo a la Copa Libertadores de América del siguiente año, en la cual logró el Subcampeonato. La final se jugó a quien mayor cantidad de puntos lograra en 3 partidos, aún con igualdad en puntos en los dos primeros partidos, ni siquiera la diferencia de gol habría desempatado, y eso obligaba según el reglamento a jugar un partido de desempate en una cancha neutral. En un partido espectacular jugado en el estadio Olímpico Pascual Guerrero de Cali, por la ida el Deportivo Cali ganó 4 goles por cero con tres tantos de su goleador Víctor Bonilla, quien llegó a 36 goles en esa temporada y se convirtió en el máximo goleador del certamen, y uno más de Carlos Castillo. En el partido de vuelta, en el estadio Palogrande de Manizales, el Once Caldas no pudo marcar en los noventa minutos reglamentarios un gol que le diera el triunfo y obligara a un tercer partido de desempate en cancha neutral y el partido finalizó cero a cero, por lo que el Deportivo Cali logró su séptima estrella en el máximo evento del Fútbol profesional colombiano, siendo hasta ese momento el tercer equipo más laureado después de los Millonarios y el América de Cali.
En este mismo año, y de manera simultánea a la disputa de los cuadrangulares semifinales, el Deportivo Cali disputó la primera edición de la Copa Merconorte, en la que alcanzó el subcampeonato cayendo ante Atlético Nacional de Medellín, con marcador global de 4 a 1 a favor del equipo paisa. Esa a la postre sería su única participación en la historia de aquel certamen futbolístico.
En el Torneo Finalización 2005 el Cali consiguió la octava estrella, luego de liderar la fase todos contra todos alcanzando 30 puntos en las 18 fechas y en el cuadrangular semifinal logró superar al Atlético Junior por tan solo un punto en los cuadrangulares semifinales, y al América de Cali junto al Once Caldas de Manizales. En la final, el conjunto Azucarero superó con el marcador agregado de 3-0 al Real Cartagena, en el partido de ida disputado en el estadio Pedro de Heredia de Cartagena el Deportivo Cali logró sacar una ventaja de dos goles destacándose su anotador, el delantero y goleador del certamen Hugo Rodallega. Para el partido de vuelta disputado en el estadio Olímpico Pascual Guerrero, el Deportivo Cali alcanzó un triunfo 1 a cero con gol del volante chileno Riveros. Con el triunfo el Deportivo Cali alcanzó el cupo en la fase de grupos para disputar la Copa Libertadores de América del 2006, además logró su octavo título del fútbol profesional colombiano, igualando al Atlético Nacional en aquel momento en títulos, y certificando que es el cuarto equipo más laureado y ganador del fútbol colombiano. En ese mismo año el equipo quedó clasificado para disputar la Copa Sudamericana 2005 contra el Atlético Nacional. El primer partido fue en el Pascual Guerrero de Cali donde se impusieron 2-0, pero ya en el Atanasio Girardot, el Atlético Nacional ganó también 2-0 lo que llevó a una definición por penales que ganaría el equipo antioqueño 7-6.
Ya en 2007 lograrían clasificar a la Copa Sudamericana 2008 pero fueron eliminados por su rival de patio, América de Cali.
De la mano del entrenador manizalita Fernando "El Pecoso " Castro, el cuadro azucarero finalizaría en la tercera posición durante la fase de "todos contra todos"del Torneo Apertura 2015 con 35 puntos y 36 goles anotados (diferencia de +12). Esta posición le significaría ser líder en la llave que lo enfrentaría contra Atlético Nacional, dándole la ventaja de terminar la serie de cuartos de final de local. El 20 de mayo el Deportivo Cali empezaría la llave de cuartos de final como visitante contra Nacional en el Atanasio Girardot. Durante la fase de todos contra todos estos dos equipos ya se habían medido, resultando una cómoda victoria para el cuadro del Pecoso Castro, 3-1 en Palmaseca. El resultado del primer partido de los cuartos de final fue un 3-3. Partido en el cual el Deportivo Cali estuvo siempre arriba del marcador y un gol del cuadro antioqueño que fue logrado en fuera de juego no fue marcado por el juez central ni el juez de línea. Cuatro días después se jugó el partido de vuelta en Palmaseca, donde el equipo azucarero vencería al antioqueño 1-0, con gol de Miguel Ángel Murillo desde el punto de penal. En el mismo partido Harold Preciado había errado otro cobro desde los 12 pasos. El resultado global sería entonces un 4-3 a favor del equipo caleño, lo cual le permitió disputar la semifinal contra Millonarios, el cual había vencido a Envigado F.C en su respectiva llave de cuartos de final.
El equipo verde empezaría de visitante debido a que estaba por encima de Millonarios en la reclasificación. El primer partido de las semifinales se disputó en el Estadio El Campín el 28 de mayo. El resultado de la fase de todos contra todos entre estos dos equipos fue de 5-1 a favor del Cali en condición de local, lo que había significado una crisis dentro de la escuadra azul, que a la posterior logró superar. El marcador de esta primera etapa fue de 3-2 a favor del equipo bogotano. Durante el partido el Cali debió jugar con 10 jugadores desde el minuto 26 debido a la expulsión del "Tano" Nasuti. El último día de mayo se jugó el segundo partido de semifinales en el cual el equipo verde superó 1-0 al equipo azul. El resultado global fue un 3-3, lo que obligó a un desempate por medio de la tanda de penales. Al final el Cali se impondría 4-3 luego de que ambos equipos ejecutaran sus 5 tiros desde el punto penal. Con este resultado el equipo azucarero se clasificó a la gran final, la cual disputaría contra el Independiente Medellín. El equipo del Pecoso castro empezó en calidad de local pues su rival tenía una mejor posición en la reclasificación. Durante la fase de todos contra todos, el Independiente Medellín había salvado un empate a 2 goles en su propia casa, luego de estar perdiendo 2-0.
El 3 de junio se disputó el primer partido de la final en el Estadio Deportivo Cali, con un marcador final de 1-0 a favor de los azucareros, el gol lo anotaría el goleador de la escuadra caleña, Harold Preciado. El partido de vuelta se jugó en el Atanasio Girardot el 7 de ese mismo mes. El Deportivo Cali se pondría arriba del marcador cerca del final del primer tiempo por medio de un tiro libre que fue cabeceado por el canterano, Andrés Roa. Para la segunda parte el Independiente Medellín salió con la intención de atacar para intentar poner el marcador a su favor. Al minuto 2 del segundo tiempo se decretó una pena máxima a favor del local, por una falta inexistente sobre Brayan Angulo cuando el guardameta caleño se barría para atrapar la pelota. Vladimir Marín, exjugador del Cali, fue el encargado de cobrar el penalti, el cual se estrelló en el travesaño. Al minuto 68, Charles Monsalvo anotó para los locales, pero fue insuficiente pues el marcador final fue 1-1, con un global de 2-1 a favor del Deportivo Cali. Con este resultado el equipo caleño se consagró campeón por novena vez en su historia, y el entrenador Fernando Castro logró su segundo título como entrenador, ambos con el Deportivo Cali.

### Campeón Copa Colombia 2010
La conquista del Deportivo Cali por el título de la Copa Colombia en el año 2010  empezó siendo primero del grupo F superando a los equipos Deportivo Pasto, Cortuluá, América de Cali, Depor, Pacífico F. C .En octavos de final inició perdiendo en Barranquilla contra el Junior por un 1-0, pero en la vuelta venció 3-2 y ganó la serie de penales que le dio el paso a la siguiente ronda. En cuartos de final enfrentó al Santa Fe, iniciando en el estadio de Techo de Bogotá, donde ganó 1-0 con anotación de Harold Reina, para la vuelta disputada en el estadio Monumental de Palmaseca el Cali ganó 3-1. La semifinal la disputó contra La Equidad de Bogotá, al cual logró vencer en el partido de ida por 2-0 en el Estadio Monumental de Palmaseca, en la vuelta volvió a vencer por 5-3 en el estadio de Techo.
En la final, con el marcador global de 3-0, el cuadro Azucarero dirigido por Jaime de la Pava conquistó el certamen sobre el sorprendente Itagüí Ditaires de la Categoría Primera B, quien a la postre ascendería a la máxima categoría del fútbol profesional colombiano ganando el torneo de ascenso. El primer partido se jugó en el estadio Ditaires de Itagüí, donde con gol de Andrés Ramiro Escobar el Cali tomó ventaja en la serie. El duelo decisivo se jugó en el Estadio Deportivo Cali donde venció por 2 goles a cero otra vez con gol de Andrés Ramiro Escobar y de César Amaya. De esta forma, el club obtuvo su cupo para jugar en la Copa Sudamericana 2011.

### Campeón Superliga de Colombia 2014
El 29 de enero de 2014 el Deportivo Cali se consagró campeón de la Superliga 2014 derrotando en tiros desde el punto penal al Atlético Nacional en el Estadio Atanasio Girardot de la ciudad de Medellín. En el duelo de ida disputado el 22 de enero en el Estadio Olímpico Pascual Guerrero, el conjunto verdiblanco derrotó a los antioqueños 2 goles a 1 con doblete del debutante delantero paraguayo Robin Ramírez, el descuento para el Nacional lo marcó Stefan Medina de tiro de penal.
En el partido de revancha el conjunto verdolaga ganó en los 90 minutos 1 gol a 0, tanto convertido por Jefferson Duque, con lo que equilibraba el marcador global a dos goles, con lo que se forjaban tiros desde los 12 pasos en los cuales el conjunto de la capital del Valle del Cauca ganó con un marcador de 3-4, obteniendo así su primera Superliga de Campeones. De esta forma, el club obtuvo su cupo para jugar en la Copa Sudamericana 2014.

### Subcampeonato en Copa Libertadores
En 1978 el equipo verde del Valle del Cauca juega la final de la Copa Libertadores frente a Boca Juniors de Argentina, siendo el primer equipo colombiano en disputar una final de Copa Libertadores, para mala suerte el equipo empató sin goles en casa, y posteriormente perdió 4-0 en la Bombonera, siendo 4-0 el marcador global. En 1999 disputaría una vez más la final de la Copa Libertadores frente al Palmeiras de Brasil. En el partido de ida el cuadro "verdiblanco" vencería 1-0 con gol de Víctor Bonilla y en el partido de vuelta perdería 2-1 con anotación de Martín Zapata (futbolista colombiano) lo cual forzó a tanda de penales. El resultado final fue 4-3 a favor del Palmeiras.

### Subcampeonato en Copa Merconorte
En 1998 en la primera edición de este evento, el club logró clasificar a la final de la Copa Merconorte, y en aquella oportunidad disputó el título con el Atlético Nacional de Medellín, en la primera final perdió 3 goles a 1 en el estadio Atanasio Girardot de Medellín, y luego en el partido de vuelta disputado en el estadio Olímpico Pascual Guerrero de Cali, Atlético Nacional volvió a ganar 1 a 0. Esta a la postre fue la única participación del club en este torneo.

### Título de Copa Colombia
Deportivo Cali jugó como local sus partidos por la Copa Colombia 2010 en su estadio, llegando a la final contra el Itagüí Ditaires. El equipo azucarero superó en la fase de grupos al América de Cali, Deportivo Pasto, Cortuluá, Depor Fútbol Club y Pacífico Fútbol Club., en octavos de final elimina al Junior, en cuartos de final eliminó a Santa Fe, en semifinales a La Equidad, en el duelo decisivo en Palmaseca favoreció al conjunto 'azucarero' 2-0 (global 3-0), gracias a los tantos de César Amaya y Andrés Ramiro Escobar. Este fue el primer título que obtiene Deportivo Cali en su estadio propio, el cual le dio el cupo para jugar la Copa Sudamericana 2011.

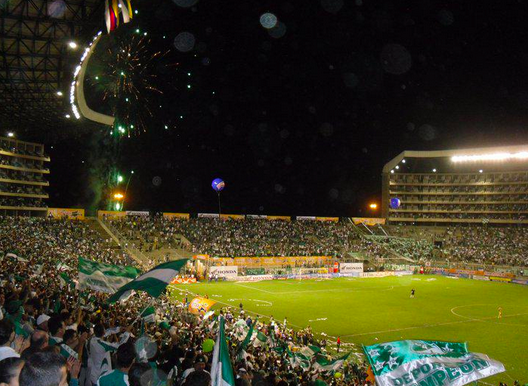
El Estadio durante la final de la Copa Colombia 2010.

### La segunda final
En el año 2019 Deportivo Cali volvería a encontrarse con otra final de la Copa Colombia o como se le conoce actualmente Copa BetPlay. Los 'Azucareros' se impusieron con un marcador global de 2-0 a Real San Andrés logrando así su paso a los cuartos de final de  aquel torneo, en cuartos de final eliminaría por tiros desde el punto penal al Junior el partido quedaría con un empate 2-2 (4-3 penaltis) así aseguraba su paso hasta la semifinal en la que eliminaría al Deportes Tolima. Los 'vallecaucanos' disputaron un difícil partido en Ibagué, con una remontada 2-1 en el partido de ida y en estadio Manuel Murillo Toro la vuelta que quedaría 1-1 (3-2 global). El partido de la final lo disputaría contra Deportivo Independiente Medellín.

### Novena estrella
El Deportivo Cali volvió a jugar como local en su estadio durante la temporada 2015, donde disputaría una final de Liga por primera vez. La final la disputaría contra el Independiente Medellín. El partido de ida se jugó en Palmaseca. Gracias al gol de Harold Preciado, el conjunto 'azucarero' ganó por la mínima diferencia, resultado que permitió que el equipo saliera campeón gracias a que el partido de vuelta, jugado en el Atanasio Girardot, terminó igualado a uno.

### Décima estrella
Los dirigidos por el técnico venezolano Rafael Dudamel llegan a disputar el partido final luego de empatar en la ida en el estadio Monumental de Palmaseca  por 1 a 1 con gol de Harold Preciado.
El 22 de diciembre de 2021 en el Estadio Manuel Murillo Toro de la ciudad de Ibagué enfrentando por el partido de vuelta al Deportes Tolima logró su décimo título en la liga local remontando en el segundo tiempo luego de irse al descanso con el marcador en contra por la mínima diferencia, por el gol marcado por el defensor del cuadro Pijao, Julián Quiñonez. Los goles del cuadro azucarero fueron marcados por Jhon Vásquez en el minuto 59 y por Harold Preciado en el minuto 75 por la vía del penalti, bastando así para coronarse campeones de la liga local por décima vez en la historia.

## Rivalidades

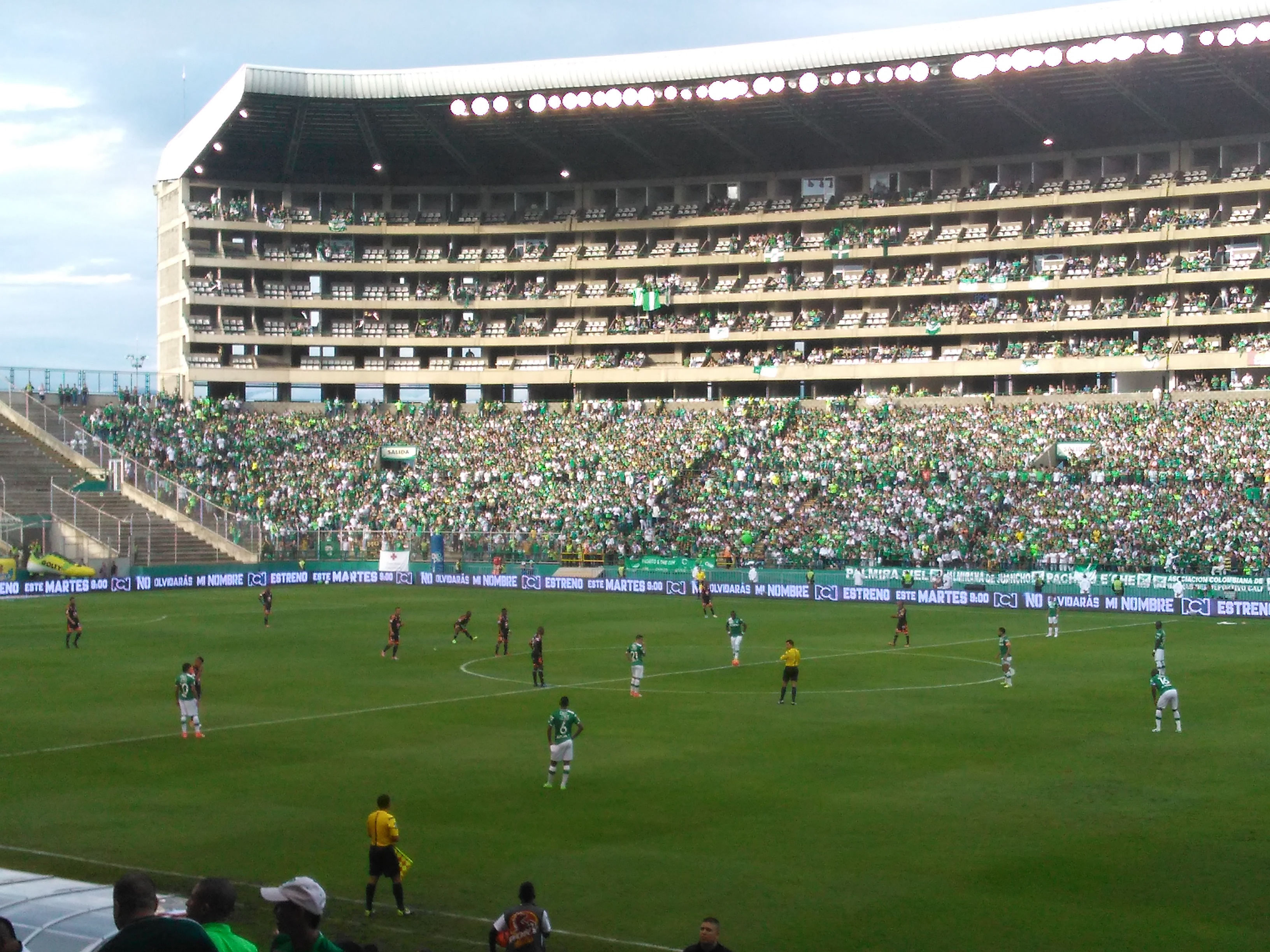
Deportivo Cali enfrentando a su rival América de Cali, en un encuentro que ganarían 2-0 - junio de 2017.

El Deportivo Cali tiene tres grandes rivalidades. La más común es con el otro equipo de la ciudad, el América de Cali, por la historia de los dos conjuntos, por los títulos nacionales que reúnen entre ambos (25 a la fecha, 15 rojos y 10 verdes), y también por la gran rivalidad entre sus hinchadas que han protagonizado conflictos y peleas.[cita requerida] Este es el clásico más antiguo y el más veces jugado en Colombia. Con Millonarios, disputa el denominado Clásico Añejo, estos es producto a las grandes disputas de títulos que tuvieron en el pasado, ambos clubes lideraban la Tabla Histórica del Fútbol Colombiano y además de los múltiples conflictos entre sus hinchadas tanto en Cali como en Bogotá.[cita requerida], Con Independiente Medellín Tienen una gran rivalidad Institucional como de Hinchadas, los múltiples enfrentamientos en fases finales, como en enfrentamientos violentos de sus fanáticos han consolidado una gran rivalidad entre los dos equipos más longevos del fútbol colombiano.   

### Deportivo Cali vs. América de Cali
Cali es una de las ciudades más futboleras del país gracias a los títulos logrados por Los Azucareros y por los americanos, con lo que ambos equipos de la capital del Valle del Cauca han sumado un total de 24 títulos.
El primer dato que se tiene del clásico es la final de un torneo departamental en 1931 en el que Cali venció al América 1-0.
En 1961 el América vence al Cali en dos clásicos seguidos: en ellos el América triunfó 1-3 y 5-0 respectivamente (la mayor diferencia a la fecha en la historia de los clásicos, así como la mayor cantidad de goles que el rojo ha anotado en este duelo). El paraguayo Máximo Rolón, atacante escarlata, marcó los tres goles rojos del primer encuentro y dos en el segundo.
En 1969 se disputó la final en un triangular entre el Cali, el América y Millonarios, el Cali le ganó los dos partidos a Millonarios, al América le ganó el primer clásico 3-2 y el segundo quedó empatado 2-2 coronándose campeón con 7 puntos, el América quedó subcampeón con 3 puntos y Millonarios tercero con 2 puntos (en esa época daban 2 puntos al ganador de un partido y no los 3 que dan hoy).
En 1985 y 1986 el América quedó campeón y el Cali subcampeón. En 1996 el Cali se corona campeón en el último partido en un clásico ante el América que estaba eliminado. Recientemente, el 10 de octubre de 2010, en el primer clásico entre rojos y verdes disputado en el Estadio Deportivo Cali, los locales le ganaron 6-3 al América, en un partido marcado por una buena cantidad de goles de alta calidad. A la postre, este es el resultado con más goles verdes en la historia de los clásicos caleños. El sábado 2 de abril del 2011 se jugó el último clásico con marcador de 2-3 a favor del Cali quien oficiaba de visitante en la ciudad de Tuluá, donde el América a los 8 minutos del primer tiempo ya ganaba 2-0 pero en una reacción del Deportivo Cali terminó ganando su quinto partido consecutivo frente a su rival de patio. El 7 de mayo de 2011, enfrentándose por segunda vez en el estadio Deportivo Cali, el América logra la victoria 0-1 siendo la primera ocasión en que triunfa en el estadio de su rival, y cortando a la vez una racha negativa de cinco clásicos sin triunfos. El miércoles 28 de septiembre del 2011, el Cali le ganó al América 2-0, siendo el Deportivo Cali nuevamente local en el Pascual Guerrero por remodelaciones en el Estadio Deportivo Cali siendo este el último clásico disputado por Primera División ya que su rival descendió a la Categoría Primera B.
El clásico vallecaucano se ha jugado 278 veces en el fútbol profesional colombiano (desde 1948 hasta hoy, no se tienen en cuenta juegos de torneos internacionales o de Copa Colombia). El Cali lleva la delantera pues ha ganado 20 clásicos más que el América, en total el verde ha ganado 106, el rojo 86 y se han presentado 88 empates.

### Deportivo Cali vs. Millonarios
Es llamado el «Clásico Añejo» a una rivalidad muy antigua en el fútbol colombiano, tal vez la más vieja. Este encuentro fue de lejos el partido más importante del país, fue considerado el "Súper Clásico de Colombia" en las décadas de los 60s y 70s. En 1980 la crisis económica de Millonarios, la sequía de títulos de los azucareros, la consolidación de Atlético Nacional y la aparición de América de Cali como rival de ambos equipos, fueron los causantes de la decadencia de este gran clásico.
Es el partido más parejo en Colombia, siendo uno de los más importantes en la historia del Fútbol Profesional Colombiano, debido a sus grandes disputas deportivas en la lucha por los títulos y los brillantes jugadores que han pasado por sus nóminas. Entre estos equipos se han disputado los títulos de 1949, 1959, 1961, 1962, 1963, 1967, 1969, 1972, 1978 y 1995/96, más la Copa Colombia de 1962/63. La rivalidad entre hinchas también se hace presente ya que ambas escuadras poseen barras bravas Frente Radical Verdiblanco por parte del Deportivo Cali y Comandos Azules y Blue Rain por parte de Millonarios que sean enfrentado variedad de veces ya sea en Cali o en Bogotá.
En cuanto a encuentros se han jugado 264, los verdes tienen una ventaja con los azules de: 101 victorias para los verdes, 91 para los azules y 72 empates.

### Deportivo Cali vs. Independiente Medellín
No existe ninguna rivalidad regional entre Deportivo Cali (1912) y el DIM (1913), sin embargo este partido es conocido como el "Clásico de Decanos", ya que enfrenta a los equipos más antiguos del Fútbol Colombiano. El historial favorece al verde del Valle sobre el rojo de Antioquia, a lo largo de la historia se han jugado 216 partidos resultando ganador el Deportivo Cali en 93 oportunidades frente a las 67 del DIM, una diferencia de 26 partidos a favor del Deportivo Cali.
Ambos equipos disputaron la final del Torneo Apertura 2015, la primera disputada entre ambos equipos, resultando ganador el Deportivo Cali.

### Deportivo Cali vs. Atlético Nacional
El clásico entre Atlético Nacional y Deportivo Cali fue muy fuerte en las décadas de 1980 y 1990. Aún hoy, la rivalidad sigue siendo grande. Es considerado el clásico entre los verdes.

## Símbolos

### Escudo
|           |           |           |           |             |
| 1912-1916 | 1916-1926 | 1926-1948 | 1948-2012 | 2012-actual |

## Uniforme

### Evolución
| Primer uniforme |  |  | (Ver evolución) |  | Uniforme actual |  |

## Medios de comunicación

### El Cali
Es la revista oficial de la Asociación, es una revista mensual, a los socios de la institución se les envía la revista a domicilio, sin embargo la suscripción a la revista está abierta a todo el público. La revista contiene reportajes a jugadores y al cuerpo técnico del equipo, así como noticias y reportajes sobre las divisiones inferiores, hinchas y socios ilustres, datos históricos de la institución, además de contener información sobre curiosidades y de momento sobre el fútbol internacional y nacional. Hasta la aparición de Deportivo Cali TeVé, era el único órgano de información público de la institución.
Su primer número apareció el 23 de septiembre de 1991, debido a la iniciativa de Felipe Calero, quien en el momento dirigía el Diario de Occidente, quien promueve la iniciativa con Alex Gorayeb, quien acepta la propuesta. Poco tiempo antes de la publicación se une Luis Fernando Ordóñez, quien fue el encargado de contactar periodistas de renombre, empresarios y socios para la aparición del primer número, que vio la luz con un formato similar a la revista El Gráfico de Argentina.
La revista ha sufrido varios cambios de formato, en 2007 cambia, con un nuevo diseño, estilo y contenido, y es la propia Asociación quien se encarga de su producción. En mayo de 2011 adopta el formato actual. En septiembre de 2012 la revista cumplió 18 años y 200 ediciones publicadas. Entre los periodistas que han hecho parte de la publicación durante este tiempo se encuentran: Hernán Peláez Restrepo, Juan Gossaín, Francisco Santos, Antonio José Caballero, Gustavo Álvarez Gardeazabal, "Poncho" Rentería, Diego Martínez Lloreda, Gloria Hurtado, Guillermo García Jaramillo, Tobías Carvajal Crespo, Marino Millán, Óscar Rentería Jiménez, Mario Alfonso Escobar, Wbeimar Muñoz, Jaime Orlando Dinas, Md. Césas Augusto Arias, José Pardo Llada, Juan Eduardo Jaramillo. En el ámbito internacional se han vinculado Jorge Barril, conductor de "Hablemos de Fútbol" y presentador de ESPN, y Claudia Trejos, directora del primer programa deportivo de Univisión y coproductora del noticiero "Mega-News" en Los Ángeles.

## Estadios
El Deportivo Cali jugó en el Sanfernandino Pascual Guerrero durante la mayor parte de su historia, hasta que se decidió construir su propio escenario deportivo. En la actualidad juega en su propio estadio.

### Estadio Deportivo Cali
El Estadio Deportivo Cali, también conocido como Estadio Monumental de Palmaseca o Coloso de Palmaseca, es un estadio de fútbol ubicado en el área metropolitana de Cali, en la zona rural de Palmira, Colombia, km 8 de la recta interdepartamental entre ambos municipios. El estadio cuenta con palcos privados en la zona superior de las tribunas oriental y occidental.
Fue merecedor en el año 2006 del premio «Excelencia Inmobiliaria Colombia 2006» otorgado por la Federación Internacional de Profesiones inmobiliarias, como la obra civil de mayor envergadura en Colombia.
Inicialmente, luego de la reducción del aforo del Estadio Metropolitano Roberto Meléndez de 60.000 a 50.000 espectadores, el Estadio Deportivo Cali fue el de mayor aforo en Colombia, albergando a 52.000 espectadores. Sin embargo, con la instalación de más de 12 mil sillas en el 2018, la capacidad del escenario se vio reducida a 42 000 espectadores.

### Sede administrativa Alex Gorayeb

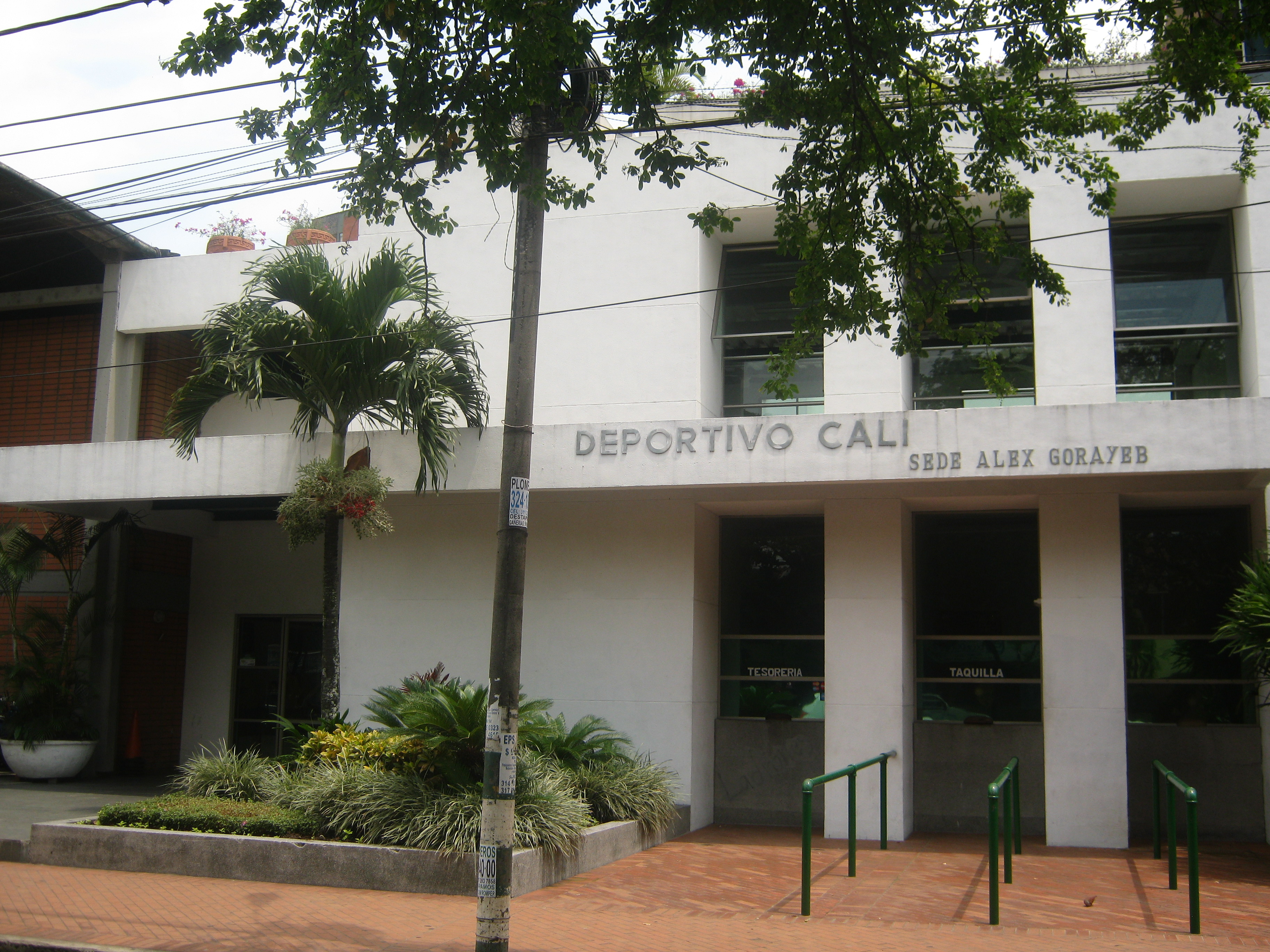
Entrada y taquillas de la Sede Alex Gorayeb.

El Deportivo Cali es el club colombiano con la mejor y más avanzada infraestructura deportiva a su servicio, y la sede Alex Gorayeb ubicada al norte de la ciudad de Cali, es un edificio de tres niveles con tecnología de punta, modernas oficinas, sala de juntas, salón de conferencias con capacidad para 60 personas con ayudas audiovisuales y disponibles para alquiler.
Además allí se encuentra la sede de la tienda deportiva Verde y Blanco, propiedad del club, zona húmeda mixta con baño turco y piscina, canchas múltiples de cemento, cancha múltiple de madera tipo coliseo de baloncesto, canchas de squash, gimnasio, salón de juegos, peluquería unisex, Restaurante La Amenaza Verde, kiosco de comidas rápidas Patio Verde, centro de rehabilitación y acondicionamiento físico.

### Sede campestre La Casona de Pance
Se decidió su construcción después de las utilidades dejadas tras la venta de Carlos Valderrama, estrella y emblema del club y del fútbol colombiano, quien partió al club francés Montpellier Herault SC en 1987. En esta sede se realizan los entrenamientos del plantel profesional de fútbol y de los equipos de las divisiones inferiores, ubicada al sur de la ciudad de Cali, en un exclusivo sector junto a una de las vías que comunican con el vecino municipio de Jamundi, es la sede deportiva más moderna de un club en Colombia, y cuenta con el Hotel La Casona. Esta sede además es la sede ofrecida para el esparcimiento de los socios del club, que cuentan allí con 4 canchas de fútbol reglamentarias, gimnasio, piscina para niños y adultos, sala de masajes terapéuticos y adelgazante, zona húmeda con dos baños turcos y sauna, canchas de tenis, cancha de vóley playa, cancha de baloncesto, restaurantes autoservicio, parqueaderos, 2 salones con sillería y mesas, kiosco de comidas rápidas, zona de acceso al Río Pance, playa en arena blanca junto al río.
El Hotel La Casona de Pance, es la zona de hospedaje y concentración del plantel profesional y de las divisiones inferiores, y está definido como un hotel cinco estrellas, cuenta con 15 habitaciones de acomodación doble, 1 sencilla, 6 suites ejecutivas, y 1 suite presidencial, por lo general usada por el director técnico del equipo. El Hotel también dispone de un Salón de Conferencias con ayudas audiovisuales, biblioteca, sala de sistemas, salón de juegos, un gimnasio privado apto para la recuperación y el mantenimiento de los jugadores, además de un kiosco de asados y restaurante.

## Hinchada
Frente Radical Verdiblanco

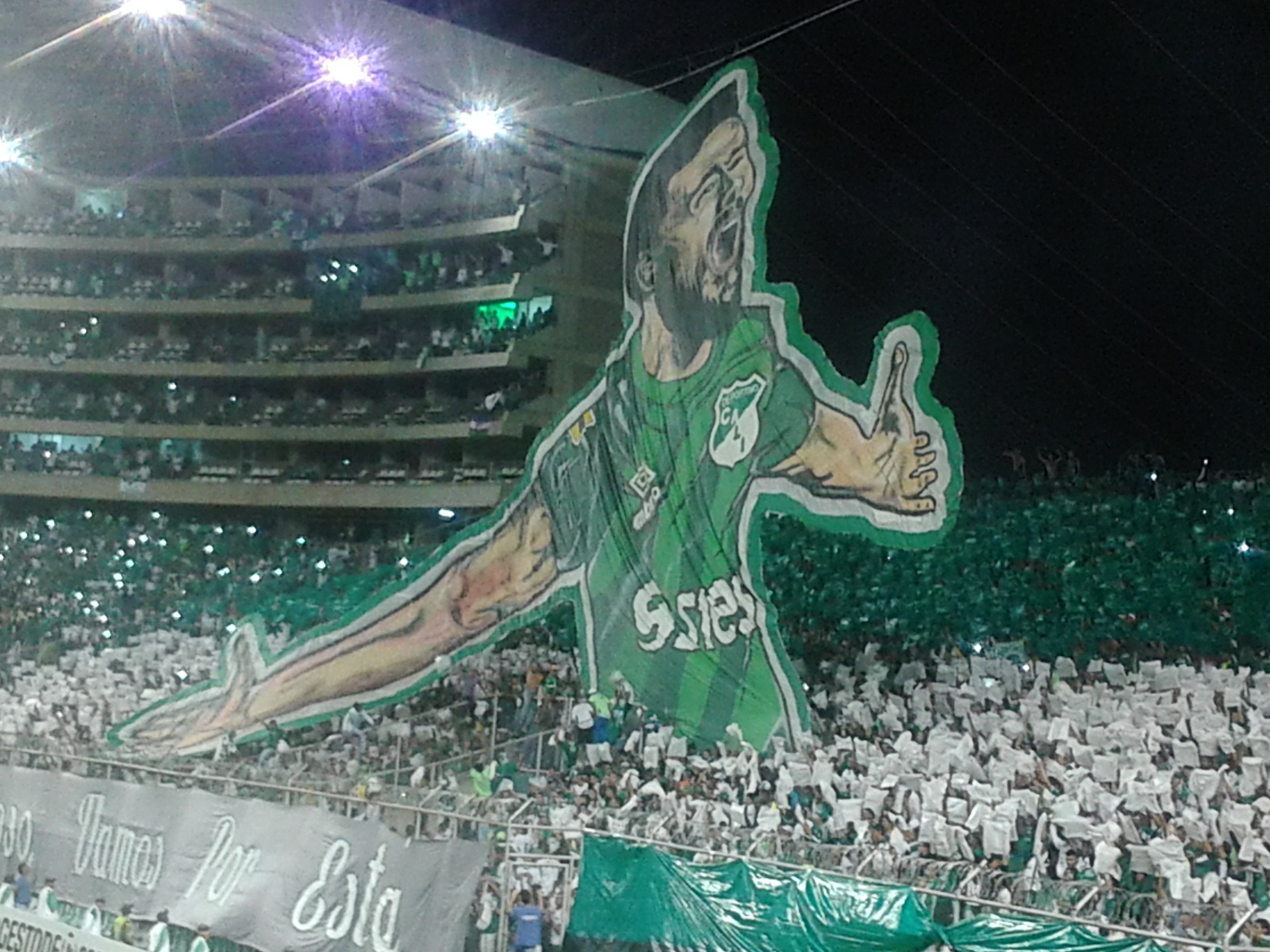
Hinchada de Deportivo Cali, en un partido de la Copa Libertadores 2016 contra Boca Juniors.

Entre sus Barras Organizadas, se encuentran: Avalancha Verde Norte 1997, Horda Combativa y Frente Radical Verde o Frente Radical Verdiblanco 1992, de la que esta última, es la más numerosa y la que más acompaña al equipo sin importar el partido, el estadio o el lugar.
Fue formada en 1992 y desde su creación ha presentado disputas contra otras barras bravas como la Blue Rain y los Comandos Azules Distrito Capital de Millonarios, Rexixtenxia de Deportivo Independiente Medellín, Los Del Sur de Atlético Nacional, y especialmente con Barón Rojo Sur de América de Cali.

### Comisión del Hincha del Deportivo Cali
Grupo de hinchas que se unieron para trabajar en pro-Deportivo Cali con actividades a favor del comportamiento y apoyo dentro y fuera de la cancha, también han hecho actividades en homenaje a jugadores y técnicos.

## Jugadores

### Plantilla 2025-II
- Los equipos colombianos están limitados a tener en la plantilla un máximo de cuatro jugadores extranjeros. La lista incluye sólo la principal nacionalidad o nacionalidad deportiva de cada jugador.
- Alejandro Rodríguez posee nacionalidad  Panameña y  Colombiana.
- Alejandro Rojo posee nacionalidad  Española y  Colombiana.
- Marco Espíndola posee nacionalidad  Colombiana y  Argentina.
- Santiago Colonia posee nacionalidad  Estadounidense y  Colombiana.
- Para la temporada 2025 la Dimayor autorizó la inscripción de treinta y cinco (35) jugadores a los clubes que tienen competencia internacional,[66] de los cuales cinco (5) deben ser categoría Sub-23.[67]
- Los jugadores de categoría sub-20 no son tenidos en cuenta en el conteo de los 35 inscritos ante Dimayor.

### Altas y bajas 2025-II
| Altas                |                |                        |                                |
| Jugador              | Posición       | Procedencia            | Tipo                           |
| Alberto Gamero       | Entrenador     | Millonarios            | Libre.                         |
| Miguel Sánchez       | Guardameta     | Potros del Este        | Regreso tras préstamo.         |
| Marco Espíndola      | Guardameta     | Deportivo Pasto        | Libre.                         |
| Felipe Aguilar       | Defensa        | Águilas Doradas        | Libre.                         |
| Joaquín Varela       | Defensa        | Independiente Medellín | Préstamo del Águilas Doradas.  |
| Julián Quiñones      | Defensa        | Deportes Tolima        | Libre.                         |
| Luis Manuel Orejuela | Defensa        | São Paulo              | Libre.                         |
| Andrés Correa        | Defensa        | La Equidad             | Libre.                         |
| Andrés Colorado      | Centrocampista | Junior de Barranquilla | Préstamo del Club Necaxa.      |
| Yani Quintero        | Centrocampista | Junior de Barranquilla | Préstamo del Deportes Quindío. |
| Juan Jose Montoya    | Centrocampista | Deportivo Pereira      | Libre.                         |
| Michael Aponzá       | Centrocampista | Boca Juniors de Cali   | Préstamo.                      |
| Roberth Patiño       | Centrocampista | Titanes F.C.           | Préstamo.                      |
| Johan Martínez       | Centrocampista | Itagüí Leones          | Préstamo.                      |
| Avilés Hurtado       | Delantero      | Pachuca                | Libre.                         |
| Fernando Mimbacas    | Delantero      | Burgos C.F.            | Préstamo.                      |

| Bajas                   |                |                         |                        |
| Jugador                 | Posición       | Destino                 | Tipo                   |
| Alfredo Arias           | Entrenador     | Junior de Barranquilla  | Rescisión de contrato. |
| Gastón Guruceaga        | Guardameta     | Esporte Clube Juventude | Fin del contrato.      |
| José Johan Silva        | Guardameta     | Bandera de ?            | Fin del contrato.      |
| Francisco Meza          | Defensa        | Club Llaneros           | Rescisión de contrato. |
| Juan Sebastian Quintero | Defensa        | Deportivo Pereira       | Renuncia.              |
| José Caldera            | Defensa        | Bandera de ?            | Por confirmar.         |
| José Manuel Moreno      | Defensa        | Atlético F.C.           | Préstamo.              |
| Juan Camilo Angulo      | Defensa        | Bandera de ?            | Fin del contrato.      |
| Yulián Gómez            | Defensa        | La Equidad              | Rescisión de contrato. |
| Victor Mejia            | Centrocampista | Deportivo Pereira       | Rescisión de contrato. |
| Jean Colorado           | Centrocampista | La Equidad              | Fin del préstamo.      |
| Gian Franco Cabezas     | Centrocampista | Alverca                 | Traspaso.              |
| Rafael Bustamante       | Centrocampista | Bandera de ?            | Renuncia.              |
| Dairon Valencia         | Centrocampista | Envigado F.C.           | Fin del contrato.      |
| Jarlan Barrera          | Centrocampista | Independiente Medellín  | Rescisión de contrato. |
| Emiliano Rodríguez      | Delantero      | Atlético Aldosivi       | Rescisión de contrato. |
| Carlos Lucumí           | Delantero      | Alianza Valledupar      | Rescisión de contrato. |
| Juan Camilo Cantillo    | Delantero      | Athens Kallithea        | Traspaso.              |

### Jugadores cedidos
Jugadores que son propiedad del equipo y son prestados para actuar con otro conjunto, algunos con opción de compra. 
| Cesiones           |                |                     |                 |
| Jugador            | Posición       | Cedido a            | Hasta           |
| Freddy Castañeda   | Defensa        | Azuriz F.C.         | Diciembre 2025. |
| José Caldera       | Defensa        | Bandera de ?        | Por confirmar.  |
| Kevin Moreno       | Defensa        | Alianza Fútbol Club | Diciembre 2025. |
| Miguel Caicedo     | Defensa        | Fortaleza CEIF      | Diciembre 2025. |
| José Manuel Moreno | Defensa        | Atlético F.C.       | Diciembre 2025. |
| Juan Jose Tello    | Defensa        | Unión Magdalena     | Diciembre 2025. |
| Freilin Moreno     | Defensa        | Bogotá F.C.         | Diciembre 2025. |
| Onel Acosta        | Defensa        | Real Cundinamarca   | Diciembre 2025. |
| Jhon Felipe Angulo | Centrocampista | Real Cundinamarca   | Diciembre 2025. |
| Daniel Mantilla    | Centrocampista | Club Llaneros       | Junio 2026.     |

### Jugadores cedidos en el club
Jugadores que son propiedad de otro equipo y están prestados en el club, algunos con opción de compra.
| Cedidos           |                |                        |                 |
| Jugador           | Posición       | Cedido de              | Hasta           |
| Joaquín Varela    | Defensa        | Águilas Doradas        | Junio 2026.     |
| Cristian Graciano | Defensa        | Independiente Medellín | Diciembre 2025. |
| Andrés Colorado   | Centrocampista | Club Necaxa            | Junio 2026.     |
| Yani Quintero     | Centrocampista | Deportes Quindío       | Junio 2026.     |
| Michael Aponzá    | Centrocampista | Boca Juniors de Cali   | Junio 2026.     |
| Roberth Patiño    | Centrocampista | Titanes F.C.           | Junio 2026.     |
| Johan Martínez    | Centrocampista | Itagüí Leones          | Junio 2026.     |
| Fernando Mimbacas | Delantero      | Burgos C.F.            | Junio 2026.     |

### Jugadores en selecciones nacionales
Nota: en negrita jugadores parte de la última convocatoria en la correspondiente categoría.
| Selección | Categoría | Jugador(es)                                                                                                  |
| --------- | --------- | --- |
| Colombia  | Absoluta  | Alejandro Rodríguez, Felipe Aguilar, Luis Manuel Orejuela, Andrés Colorado, Fabián Castillo, Avilés Hurtado. |
| Colombia  | Sub-20    | Juan Jose Montoya, Michael Aponzá.                                                                           |
| Colombia  | Sub-17    | Santiago Mondragón.                                                                                          |
| Uruguay   | Sub - 20  | Joaquín Varela.                                                                                              |

### Más partidos disputados
- Actualizado el 19 de agosto de 2021.

| N.º | Nombre                          | Partidos |
| --- | ------------------------------- | -------- |
| 1°  | Miguel Antonio Escobar Montalvo | 537      |
| 2°  | Pedro Zape                      | 469      |
| 3°  | Andrés Eduardo Pérez            | 413      |
| 4°  | Ángel María Torres              | 411      |
| 5°  | Jorge Eliecer Ambuila           | 397      |
| 6°  | Óscar López Vázquez             | 361      |
| 7°  | Joaquin Sánchez                 | 352      |
| 8°  | Miguel Marrero                  | 347      |
| 9°  | Jorge Ramírez Gallego           | 300      |
| 10° | Iroldo Rodríguez De Oliveira    | 287      |
| 11° | Andrés Estrada Murillo          | 287      |
| 12° | Bernardo Redín Valverde         | 279      |
| 13° | Edison Mafla                    | 275      |
| 14° | Carlos Mario Hoyos              | 272      |
| 15° | Henry Caicedo                   | 266      |

### Máximos goleadores
- Actualizado el 20 de agosto de 2021.

| N.º | Nombre                       | Goles |
| --- | ---------------------------- | ----- |
| 1°  | Jorge Ramírez Gallego        | 168   |
| 2°  | Alberto Jesús Benítez        | 136   |
| 3°  | Angel Maria Torres           | 118   |
| 4°  | Edison Mafla                 | 112   |
| 5°  | Néstor Leonel Scotta         | 94    |
| 6°  | Iroldo Rodríguez De Oliveira | 87    |
| 7°  | Víctor Bonilla               | 83    |
| 8°  | Hamilton Ricard              | 81    |
| 9°  | Abel Da Graca                | 79    |
| 10° | Camilo Rodolfo Cervino       | 72    |
| 11° | José Manuel Rodríguez        | 65    |
| 12° | Bernardo Cunda Valencia      | 65    |
| 13° | Telembi Castillo             | 61    |
| 14° | Níver Arboleda               | 61    |
| 15° | Piripi Osma                  | 58    |

### Divisiones menores
Las divisiones menores del club han formado a futbolistas como Mario Yepes, Faryd Mondragon, Miguel Calero, Óscar Córdoba, Cristian Zapata, Abel Aguilar, Luis Muriel, Jeison "La Muralla" Murillo, Álvaro "Caracho" Domínguez, Hamilton Ricard, Rafael Santos Borré,Michael Ortega Y Harold Preciado que han brillado a nivel nacional e internacional y han participado en partidos con la selección colombiana.

### Fútbol sala
A mediados de febrero de 2013 se empezó a rumorar sobre la posible participación del club en la Liga Colombiana de Fútbol Sala. Finalmente, en los últimos días del mes, se confirmó la inscripción del Deportivo Cali para la Liga Argos Futsal 2013, en la cual jugó sus partidos como local en el coliseo de Coliseo Alberto Bejarano de la ciudad de Yumbo, y en que tuvo una nómina conformada por jugadores de la cantera que no lograron mucho éxito como profesionales y otros jugadores de la Escuela Nacional del Deporte. La indumentaria del equipo fue igual a la del equipo de fútbol profesional. Luego de dos temporadas se decidió no participar más en la liga Argos debido a problemas de presupuesto y por falta de instalaciones adecuadas para el entrenamiento.

## Entrenadores

### Cuerpo técnico
| Entrenador:          | Alberto Gamero                   |
| Asistente técnico:   | Orlando Rojas                    |
| Preparador físico:   | Felipe Palmezano Julio Charles   |
| Entrenador arqueros: | Jorge Rayo                       |
| Médico:              | Gustavo Portela                  |
| Fisioterapeuta:      | Juan Carlos Pino Jackson Vinasco |
| Kinesiólogo:         | Rider Camargo                    |
| Utilero:             | Wilmer Cervantes Jhonny          |

### Listado de todos los tiempos
| Nombre                    | Período   |
| ------------------------- | --------- |
| Francisco Villa Bisa      | 1912      |
| Otacílio Gonçalves        | 1915      |
| Moisés Emilio Reuben      | 1947-1948 |
| Adelfo Magallanes         | 1949      |
| Carlos Desiderio Peucelle | 1950      |
| Manuel Giúdice            | 1950-1951 |
| Roberto Scarone           | 1951-1952 |
| Julio Tocker              | 1953      |
| Camilo Cervino            | 1954      |
| Pablo Colada Rojas        | 1955      |
| Santiago Rivas            | 1955      |
| Máximo Lobatón            | 1955      |
| Julio Tocker              | 1959      |
| Manuel Sanguinetti        | 1959      |
| José Próspero Fabrini     | 1960      |
| Carlos Desiderio Peucelle | 1961      |
| Luis López                | 1961-1962 |
| Gaudencio Thiago de Melo  | 1963      |
| Óscar Severiano Ramos     | 1963-1964 |
| Francisco Solano Patiño   | 1964      |
| Francisco Villegas        | 1965-1966 |
| Federico Vairo            | 1966      |
| Francisco Villegas        | 1966-1970 |
| Roberto Resquin           | 1970-1971 |
| Luis López                | 1971      |
| Óscar López Vásquez       | 1971-1972 |
| Vladislao Cap             | 1973      |
| Vladimir Popović          | 1974      |
| Raúl Rodríguez Seoane     | 1975      |
| Washington Etchamendi     | 1976      |
| Néstor Raúl Rossi         | 1976      |
| Carlos Salvador Bilardo   | 1976-1979 |
| Eduardo Luján Manera      | 1979-1980 |
| Edilberto Righi           | 1981      |
| Miguel Ángel Basílico     | 1982      |
| Eduardo Julián Retat      | 1983      |
| Pedro Nel Ospina          | 1984      |
| Vladimir Popović          | 1984-1986 |
| Julio Avelino Comesaña    | 1987      |
| Óscar Washington Tabárez  | 1988      |
| Carlos Portela            | 1988      |
| Vladimir Popović          | 1989      |
| Jorge Luis Pinto          | 1990-1991 |

| Nombre                  | Período   |
| ----------------------- | --------- |
| Carlos Portela          | 1991      |
| Miguel Company          | 1992-1993 |
| Carlos Portela          | 1993      |
| José Yudica             | 1993-1994 |
| Fernando Castro         | 1995-1997 |
| Reinaldo Rueda          | 1997-1998 |
| José Eugenio Hernández  | 1998-2000 |
| Luis Fernando Suárez    | 2001      |
| Néstor Otero            | 2001      |
| Fernando Castro         | 2002      |
| Óscar Héctor Quintabani | 2002-2003 |
| Javier Álvarez          | 2003      |
| Bernardo Redín          | 2004      |
| Norberto Peluffo        | 2004      |
| Jaime de la Pava        | 2005      |
| Pedro Enrique Sarmiento | 2005-2006 |
| Omar Labruna            | 2006-2007 |
| Néstor Otero            | 2007      |
| Daniel Carreño          | 2008      |
| Ricardo Martínez        | 2008      |
| José Eugenio Hernández  | 2009      |
| Jorge Luis Bernal       | 2010      |
| Jorge Cruz              | 2010      |
| Jaime de la Pava        | 2010      |
| Jorge Cruz              | 2011      |
| Rubén Darío Insúa       | 2011-2012 |
| Julio Avelino Comesaña  | 2012      |
| Héctor Cárdenas         | 2012      |
| Leonel Álvarez          | 2013-2014 |
| Héctor Cárdenas         | 2014      |
| Fernando Castro         | 2015-2016 |
| Mario Yepes             | 2016-2017 |
| Héctor Cárdenas         | 2017      |
| Sergio Angulo           | 2017      |
| Gerardo Pelusso         | 2018      |
| Lucas Pusineri          | 2019      |
| Alfredo Arias           | 2020-2021 |
| Rafael Dudamel          | 2021-2022 |
| Mayer Candelo           | 2022      |
| Jorge Luis Pinto        | 2022-2023 |
| Jaime de la Pava        | 2023-2024 |
| Hernán Torres           | 2024      |
| Sergio Herrera          | 2024      |
| Alfredo Arias           | 2025      |
| Alberto Gamero          | 2025      |

## Comité ejecutivo
| Nombre                  | Cargo          |
| ----------------------- | -------------- |
| Humberto Arias Bejarano | Presidente     |
| Vacante                 | Vicepresidente |
| Darío Muñoz             | Vocal          |
| Adolfo León Oliveros    | Vocal          |
| Vacante                 | Vocal          |

## Presidentes

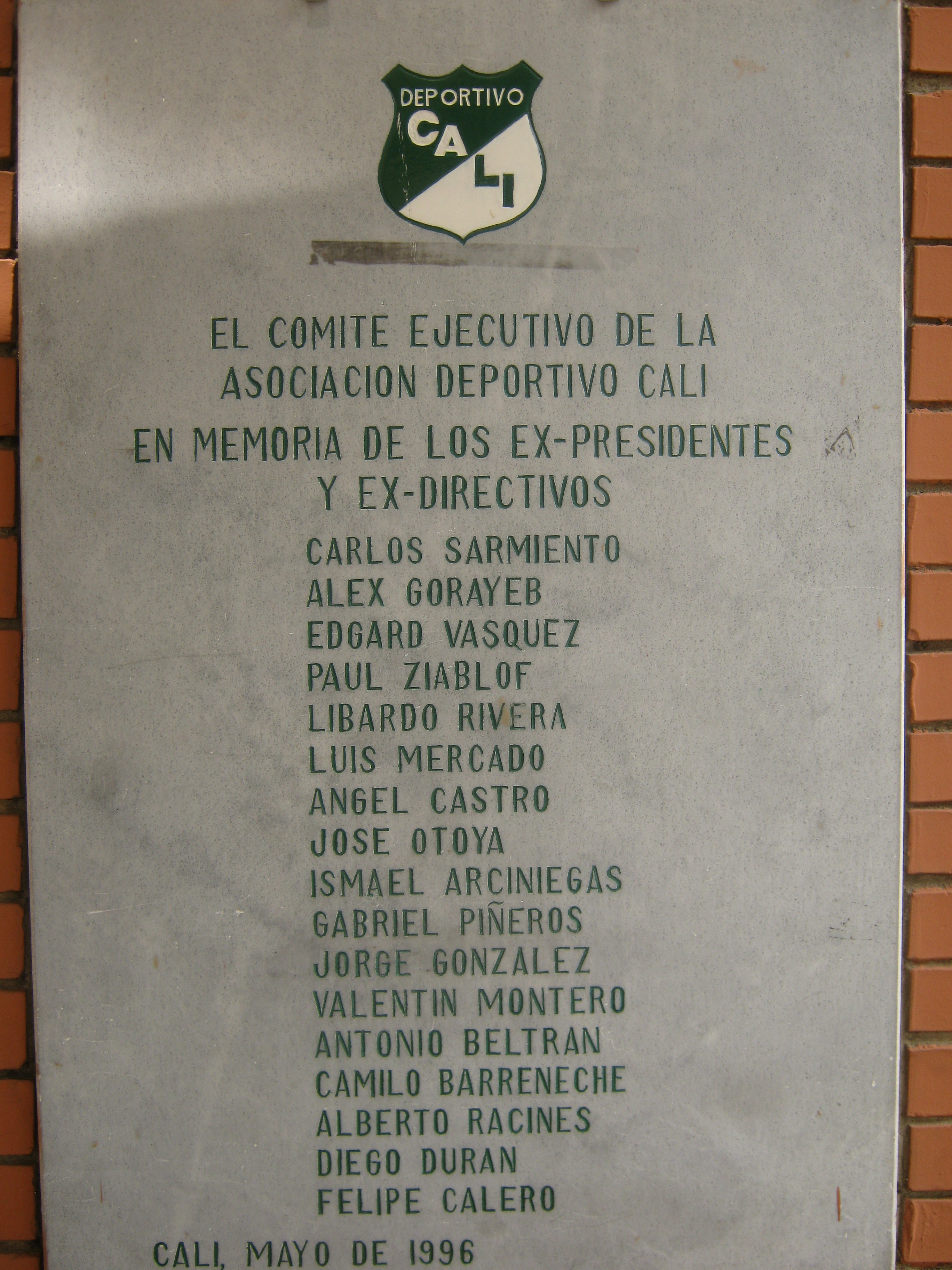
Placa en la Sede Alex Gorayeb.

| Nombre                   | Periodo       |
| ------------------------ | ------------- |
| Genaro Otero Vázquez     | 1912-?        |
| Camilo Caycedo Méndez    | 1943-1945     |
| Arcesio Silva Ledesma    | 1945-1947     |
| Armando Bohórquez        | 1947-1948     |
| Venancio Solórzano       | 1948-1949     |
| Carlos Sarmiento Lora    | 1949-1954     |
| Guillermo Otoya Rengifo  | 1954-1955     |
| Alex Gorayeb             | 1959-1962     |
| Camilo Barreneche        | 1962-1964     |
| Edgar Vásquez Madriñán   | 1964-1965     |
| Héctor González Quintero | 1965-1967     |
| Alex Gorayeb             | 1967-1983     |
| Pedro Piedrahíta Plata   | 1983-1984     |
| Nelson Garcés Vernaza    | 1984-1985     |
| Aurelio Grimberg         | 1985-1990     |
| Carlos Arcesio Paz       | 1990-1993     |
| Humberto Arias           | 1993-1996     |
| Óscar Astudillo          | 1996-1997     |
| Humberto Arias           | 1997-2005     |
| Rodrigo Otoya Domínguez  | 2005-2009     |
| Hebert Celín             | 2009-2010     |
| Fernando Marín           | 2010-2011     |
| Óscar Astudillo          | 2012-2013     |
| Álvaro Martínez          | 2013-2017     |
| Juan Fernando Mejía      | 2018-2019     |
| Marco Caicedo            | 2020-2022     |
| Luis Fernando Mena       | 2022-2023     |
| Guido Jaramillo          | 2023-2024     |
| Humberto Arias Bejarano  | 2024-presente |

## Palmarés
Nota: en negrita competiciones vigentes en la actualidad.

### Era amateur

#### Campeonatos regionales (1)
| Competición regional          | Títulos | Subtítulos |
| ----------------------------- | ------- | ---------- |
| Campeonato Departamental (1): | 1935.   |            |

### Era profesional

#### Torneos nacionales (12)
| Competición nacional         | Títulos                                                                | Subtítulos                                                                                    |
| ---------------------------- | ---------------------------------------------------------------------- | --------------------------------------------------------------------------------------------- |
| Categoría Primera A (10/14): | 1965, 1967, 1969, 1970, 1974, 1995/96, 1998, 2005-II, 2015-I, 2021-II. | 1949, 1962, 1968, 1972, 1976, 1977, 1978, 1980, 1985, 1986, 2003-II, 2006-I, 2013-II, 2017-I. |
| Copa Colombia (1/2):         | 2010.                                                                  | 1981, 2019.                                                                                   |
| Superliga de Colombia (1/2): | 2014.                                                                  | 2016, 2022                                                                                    |

#### Torneos internacionales
| Competición internacional           | Títulos | Subtítulos   |
| ----------------------------------- | ------- | ------------ |
| Copa Libertadores de América (0/2): |         | 1978 y 1999. |
| Copa Merconorte (0/1):              |         | 1998.        |

### Torneos nacionales juveniles (7)
En Colombia se disputa los Campeonatos nacionales juveniles Sub-19 y pre juveniles Sub-17, El Deportivo Cali es el equipo con la mayor cantidad de títulos en estas categorías.
| Competición juvenil        | Títulos           | Subtítulos |
| -------------------------- | ----------------- | ---------- |
| Primera C (1):             | 2004.             |            |
| Campeonato Juvenil (3):    | 2009, 2012, 2014. |            |
| Campeonato Prejuvenil (3): | 2011, 2013, 2016  |            |

### Torneos amistosos (15)
| Competición amistosa                           | Títulos                             | Subtítulos |
| ---------------------------------------------- | ----------------------------------- | ---------- |
| Triangular Internacional de Cali:              | 1953.                               |            |
| Triangular Internacional [Copa el Espectador]: | 1953.                               |            |
| Cuadrangular de Medellín:                      | 1953.                               |            |
| Trofeo General Santander:                      | 1974.                               |            |
| Copa Irapuato:                                 | 1995.                               |            |
| Copa Ciudad de Bogotá:                         | 2002.                               |            |
| Copa Inmigrante Latino:                        | 2003.                               |            |
| Copa Independencia:                            | 2007.                               |            |
| Copa Ciudad de Cartago:                        | 2010.                               |            |
| Trofeo DirecTV:                                | 2015.                               |            |
| Copa EuroAmericana:                            | 2015.                               |            |
| Torneo Internacional de las Américas           | 2002, 2004, 2007, 2011, 2013, 2014. |            |
| Copa Gobernación del Valle:                    |                                     | 1979.      |
| Copa Osvaldo Juan Zubeldía:                    |                                     | 1982.      |
| Copa Miami:                                    |                                     | 1986.      |

## Datos del club
- Puesto histórico: 3.º[80]
- Temporadas en 1.ª: 97 (1948-1956, 1959-presente).
- Mejor puesto en la liga: Campeón, 10 veces (1965, 1967, 1969, 1970, 1974, 1995-96, 1998, 2005-II, 2015-I, 2021-II).
- Peor puesto en la liga: 10° (último puesto: 1955), 12° (3 veces: 1984, 2007-II, 2009-II), 14° (3 veces: 2014-I, 2017-II, 2023-I), 18° (1 vez: 2022-II) y 19° (1 vez: 2022-I).
- Temporadas ausente de 1.ª: 3 (1956, 1957, 1958).
- Mayores goleadas conseguidas:
  - En campeonatos nacionales:
    - 6-0 al Barranquilla FC el 23 de febrero de 2023.
    - 9-0 al Deportivo Pereira el 3 de junio de 1962.
    - 8-0 al Once Caldas el 14 de noviembre de 1971.
    - 8-1 al Deportes Tolima el 27 de septiembre de 1987.
    - 7-0 al Atlético Nacional el 6 de diciembre de 1959.
    - 7-1 al Santa Fe el 16 de agosto de 1959.
    - 7-1 al Independiente Medellín el 9 de diciembre de 1962.
    - 6-1 a Millonarios el 21 de mayo de 1950.
    - 6-1 al Cortuluá el 5 de mayo de 1996.
    - 5-0 al Deportivo Pereira el 2 de agosto de 2008.[81]
    - 0-5 al Deportes Quindío el 24 de agosto de 2013.[82]
    - 0-5 al Atlético Huila el 1 de noviembre de 2021.
    - 5-1 a Millonarios el 1 de marzo de 2015.
    - 2-5 a La Equidad el 1 de abril de 2021.[83][84][85][86]
    - 4-0 al Boyacá Chicó el 25 de septiembre de 2008.[87]
    - 4-0 al Atlético Huila el 8 de febrero de 2017.
    - 4-0 al Boyacá Chicó el 14 de febrero de 2018.
    - 1-4 a Rionegro Águilas el 20 de octubre de 2019.[88]
    - 1-4 al Cúcuta Deportivo el 22 de septiembre de 2019.
    - 1-4 al Deportivo Pasto el 28 de marzo de 2015.
    - 1-4 al Atlético Huila el 21 de mayo de 2011.
    - 1-4 al Once Caldas el 18 de octubre de 2008.

  - En torneos internacionales:
    - 5-1 al Santiago Wanderers el 6 de abril de 1969.
    - 5-1 al Oriente Petrolero el 2 de junio de 1987.

  - En clásicos vallecaucanos:
    - 6-3 el 10 de octubre de 2010.
    - 5-1 en marzo de 1951.
    - 1-4 el 2 de octubre de 1949 y el 3 de marzo de 1968.
- Mayores goleadas en contra:
  - En campeonatos nacionales:
    - 7-0 con Millonarios el 27 de mayo de 1962.
    - 6-0 con Unión Magdalena el 5 de junio de 2002.[89]
    - 5-0 con Atlético Nacional el 11 de septiembre de 2005.[90]
    - 5-0 con Independiente Medellín el 24 de mayo de 2008.[91]
    - 5-1 con Atlético Nacional el 18 de junio de 2017.[92]
    - 5-1 con Millonarios el 18 de noviembre de 2017.[93]
    - 0-4 con Uniautónoma F.C. el 5 de octubre de 2014.[94]

  - En torneos internacionales:
    - 5-0 con Bolívar el 3 de marzo de 2016.
    - 6-2 con Boca Juniors el 20 de abril de 2016.

  - En clásicos vallecaucanos:
    - 5-0 el 29 de junio de 1961.
    - 0-4 el 14 de noviembre de 1993 y 22 de marzo de 2008.
- Empates con más goles en clásicos vallecaucanos:
  - 3-3 el 10 de octubre de 1954, el 17 de noviembre de 1982 y el 7 de febrero de 1999.
- Máximo de goles anotados (en torneo corto): Torneo Apertura 2002 55 goles. Vigente
- Máximo goleador: Jorge Ramírez Gallego 168 goles.
- Racha de goles anotados: Valeriano López, 12 partidos consecutivos (24 goles).Vigente
- Más partidos disputados: Miguel Escobar 537 partidos.
- Es el único club que ha sido campeón a nivel Pre-juvenil, Juvenil y Profesional.[95] (Ver Palmarés)

### Participaciones internacionales
| Competencia                       | Edición |
| --------------------------------- | --- |
| Copa Libertadores de América (21) | 1968, 1969, 1970, 1971, 1973, 1975, 1977, 1978, 1979, 1981, 1986, 1987, 1997, 1999, 2001, 2003, 2004, 2006, 2014, 2016, 2022. |
| Copa Sudamericana (11)            | 2005, 2008, 2009, 2011, 2014, 2017, 2018, 2019, 2020, 2021, 2022.                                                             |
| Copa Merconorte (1)               | 1998. |

### Por competición
- En negrita competiciones en activo.

| Torneo                       | TJ | PJ  | PG | PE | PP | GF  | GC  | Dif. | Puntos |
| ---------------------------- | -- | --- | -- | -- | -- | --- | --- | ---- | ------ |
| Copa Libertadores de América | 21 | 153 | 61 | 32 | 60 | 215 | 203 | 12   | 215    |
| Copa Sudamericana            | 10 | 36  | 12 | 9  | 15 | 40  | 43  | -3   | 45     |
| Copa Merconorte              | 1  | 10  | 4  | 2  | 4  | 11  | 10  | 1    | 14     |
| Total                        | 32 | 199 | 77 | 43 | 79 | 266 | 256 | 10   | 274    |

## Ranking

### Rankings deIFFHS
- Clasificación Mundial de los Clubes (Top 110): 106.º (98 puntos).

Actualizado al 21 de enero de 2021.

### Ranking de laConmebol
- Clasificación de Clubes: 42.º (1361,6 puntos).

Actualizado al 1 de febrero de 2021.